# Leigh Whannell
Leigh Whannell (Melbourne, 17 de janeiro de 1977) é um roteirista, ator, produtor de cinema e cineasta australiano.

## Carreira
Ele é mais conhecido pela co-criação da famosa franquia "'Jogos Mortais", em parceria com James Wan.
Roteirista de Saw (curta-metragem), Saw, Saw II, Saw III e Dead Silence.
Os filmes em que trabalhou foram: Jogos Mortais (curta metragem e filme), Jogos Mortais III, Matrix Reloaded, Death Sentence, One Perfect Day, entre outros.
Leigh e seu amigo James Wan, escreveram Jogos Mortais juntos, mas a ideia de dois homens acorrentados em um banheiro foi de James, em uma noite de tempestade.
Os dois são grandes fãs de histórias e Leigh aos 4 anos, em Melbourne, desenvolveu uma obsessão por contar histórias.
Em 1995, com 18 anos, Leigh foi aceito no Instituto Royal de tecnologia de Melbourne, um prestigiado curso de artes de midia, onde ele conheceu James Wan no segundo ano da faculdade.
Ele também apresentava um programa matinal de sábado voltado para o público jovem, chamado "Recovery " (1996).
Nesse programa, Leigh teve sorte o bastante para entrevistar pessoas como Tim Burton, Peter Jackson, Russell Crowe, George Clooney e eventualmente veio a apresentar o programa em 1999.
Depois de se graduar no colégio, Leigh trabalhava cada vez mais em programas de TV australianos e seu sonho, junto com James Wan, era o de fazer um filme.
Fez uma pequena participação no filme Matrix Reloaded, e ele declarou que foi a coisa mais engraçada que ele já fez na vida.

## Ator
- Lobisomem (2025)
- Insidious: The Last Key (2018), Specs

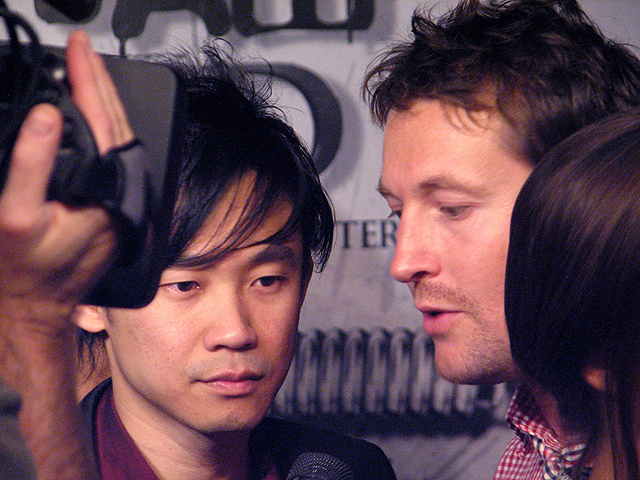
James Wan com Leigh Whannell, participando da premiere de Saw 3D em Hollywood, Califórnia.

- Insidious: Chapter 3 (2015), Specs
- Crush (Filme) 2013 , David
- Insidious: Chapter 2 2013 , Specs
- Insidious 2010 , Specs
- Sentença de Morte 2007 , Spink
- Saw III 2006
- Saw II 2005
- Saw 2004
- James Wan com Leigh Whannell, participando da premiere de Saw 3D em Hollywood, Califórnia.Matrix Reloaded 2003 , Axel
- Saw 2003 (Curta-metragem), David

## Produtor
- Insidious: Chapter 2 2013
- Insidious 2010
- Jogos Mortais - O Final (2010) , produtor executivo
- Jogos Mortais 6 (2009) , produtor executivo
- Jogos Mortais 5 (2008) , produtor executivo
- Jogos Mortais 4 (2007) , produtor executivo
- Jogos Mortais 3 (2006)
- Jogos Mortais 2 (2005)
- Jogos Mortais (2004)

## Roteirista
- O Homem Invisível (2020)
- Insidious: Chapter 3 (2015)
- Cooties, (2014)
- Insidious: Chapter 2 (2013)
- Insidious (2010)
- Sobrenatural (2010)
- Gritos Mortais (2007) , História
- Gritos Mortais (2007) , Roteiro
- Jogos Mortais 3 (2006)
- Jogos Mortais 2 (2005) )
- Saw Rebirth (2005) (Curta-metragem), Personagens
- Jogos Mortais (2004)
- Saw (2003) (Curta-metragem)

## Diretor
- Insidious: Chapter 3 (2015)
- Upgrade (filme) (2018)
- O Homem Invisível (2020)
- Lobisomem (2025)